# Гипертермофилы
Гипертермофилы — организмы, растущие и размножающиеся при экстремально высоких температурах — свыше 60 °C. Оптимальная температура для существования гипертермофилов — более 80 °C. Гипертермофилы являются типом экстремофилов и включают в основном организмы, относящиеся к домену археи (лат. Archaea), хотя некоторые бактерии также могут выдерживать температуры, превышающие 100 °C. Многие гипертермофилы также могут противостоять другим экстремальным факторам, таким как высокая кислотность или радиация. 

## История
Гипертермофилы были открыты в 1969 Томасом Д. Броком (англ. Thomas D. Brock) в горячих источниках национального парка Йеллоустон, Вайоминг, США. После этого было открыто ещё свыше 70 видов. Наиболее выраженные экстремофилы на сегодняшний день были обнаружены на перегретых стенках глубоководных гидротермальных источников, которым, чтобы выжить, необходима как минимум температура 90 °C. Необычный жароустойчивый гипертермофил, недавно открытый штамм 121, за 24 часа пребывания в автоклаве с температурой 121 °C (отсюда название) смог даже удвоить численность своей популяции. На данный момент рекордно высокую температуру 122 °C способен выдерживать вид Methanopyrus kandleri, при этом оставаясь способным к росту и размножению. 
Хотя ни один известный термофил не живёт при температуре выше 122 °C, их существование вполне возможно (штамм 121 держался при температуре 130 °C 2 часа, однако не размножался, пока не был перенесён в свежую питательную среду при относительно прохладной температуре 103 °C). Однако представляется невероятным, чтобы микробы выживали при температуре выше 150 °C, так как ДНК и другие жизненно важные молекулы разрушаются при этой отметке.

## Исследования
В ранних исследованиях гипертермофилов были сделаны предположения, что их геном может характеризоваться высоким GC (гуанин-цитозин)-составом, но недавние работы показали, что «явной связи между GC-составом генома и температурой, оптимальной для роста организма, нет». 
Белковые молекулы гипертермофилов проявляют гипертермостабильность. Благодаря этому они могут поддерживать структурную стабильность (а значит, и функции) при высоких температурах. Такие белки гомологичны их функциональным аналогам у организмов, живущих при более низких температурах, однако они приспособлены к исполнению своих функций на значительно более высоких температурах. Большинство низкотемпературных гомологов гипертермостабильных белков денатурирует при температуре выше 60 °C. Такие гипертермостабильные белки часто имеют промышленную важность, поскольку ускоряют химические реакции при высоких температурах.

## Клеточная структура
В клеточной мембране гипертермофилов содержится много насыщенных жирных кислот, обычно образующих C40 монослой, сохраняющий свою форму при высоких температурах.

## Некоторые гипертермофилы
- Methanopyrus kandleri, штамм 116, архея из Аравийско-Индийского хребта, живёт и размножается при 80–122 °C
- Штамм 121, археи из Тихого океана, процветают при 121 °C
- Pyrolobus fumarii, архея, живущая при 113 °C в гидротермальных источниках Атлантического океана
- Pyrococcus furiosus, архея,  живёт и размножается при 100 °C, впервые обнаружена в Италии около вулканического источника
- Geothermobacterium ferrireducens, бактерия, процветает при 65–100 °C в Обсидианском пруду, Йеллоустонский национальный парк
- Aquifex aeolicus, бактерия, живёт при 85–95 °C, Йеллоустонский национальный парк